# Sinosmylus
Sinosmylus is een geslacht van insecten uit de familie van de watergaasvliegen (Osmylidae), die tot de orde netvleugeligen (Neuroptera) behoort.

## Soort
- S. hengduanus C.-k. Yang, 1992